# Rahid Ulusel
Rahid S. Ulusel (oficial: Rahid Suleyman oglu Khalilov) es un filósofo, culturólogo, crítico, ensayista y profesor de Azerbaiyán.

## Biografía y actividad
Rahid Ulusel (Ulusel - pseudónimo del autor) nació en 13 de agosto de 1954 en Kelbaguseynli (antes - Galadibi) del pueblo Masali de la República de Azerbaiyán. En 1975 terminó la facultad de filología de la Universidad Pedagógica de la República de Azerbaiyán con diploma de excelencia.
En los años 1975- 2001 fue el maestro en las escuelas de Gulutepe y Chajirlinski, subjefe del Poder Ejecutivo del pueblo Masali, redactor jefe del periódico “Nuevo Periódico”.
En 1986 se hizo el doctor en filosofía y en 2007 doctor en ciencias. En 1990 fue condecorado con la medalla del Ministerio de Educación de la URSS por el proyecto de “Meta sistema Humanitaria”. Desde el 2002 es el científico mayor de la Academia Nacional de Ciencias de Azerbaiyán y empleado del Centro de Ataturco.
En los años 2005- 2007 dio el curso de conferencias de filosofía y culturología en la Universidad de Oeste.
En 2005 creó y dirigió la Asociación de la “Globalización y Civilización”. En 2011 esta organización fue el primer centro científico en Azerbaiyán y en todo el Cáucaso del Sur. Fue elegido el miembro de La Federación Internacional de Sociedades Filosóficas.
Desde el 1989 hasta el 1991 era el miembro de la Asociación de Escritores de la URSS y en la actualidad es el miembro de la Asociación de Escritores de Azerbaiyán, desde el 2009 es merecedor de la beca del Presidente de Azerbaiyán. Desde el 2009 es miembro del Claustro de los científicos del Instituto de Filosofía, Sociológica y Derecho de la Academia Nacional de Ciencias de Azerbaiyán, y desde 2010 es miembro del Comité de Organización de la Asociaciόn Biocosmologica ( Rusia), el vicepresidente de la Asociación Biocosmología por Asia y el miembro del consejo de la redacción de la revista “Biocosmología neo-aristotélica”.
Participó en el XXII Congreso Mundial de Filosofía (Corea del sur, Seúl, 2008), en el VIII Congreso Mundial, (Suiza, Estocolmo, 2010), en el II Congreso Internacional (EE. UU., Universidad de Harvard, 2011) y en otras conferencias internacionales. Realizó el proyecto “La Integración de Azerbaiyán a la Comunidad Mundial: La Vía de Seda de las Culturas” (2009), publicó libros en el marco de este proyecto con la ayuda financiera del Consejo del Apoyo Estatal adjunto al Presidente de Azerbaiyán.
Es el autor de 17 libros, monografías, muchos ensayos, publicó más de 200 artículos en temas de filosofía, culturología y filología en diversas revistas científicas.

## Concepciones principales, ideas y paradigmas
El profesor Rahid Ulusel realizó la investigación sistemática de la filosofía de armonía.
Según la filosofía de armonía, las tres leyes de la dialéctica están co-relacionadas:
- Ley de la unidad y lucha de contrarios
- Ley de transición de la cantidad a la cualidad.
- Ley de negación de la negación.

La filosofía de armonía (Armónica) presenta un nuevo concepto de la autoorganización del mundo como sistema autónomo, en la base de los criterios y los principios de la armonía. La base conceptual de la filosofía de armonía se compone con la idea de conciencia de la unidad global. Y su meta conceptual es la conversión del principio de creación en el privilegio de la actividad humana.
La idea de filosofía obtiene su integridad en la tríada Dialéctica – Cinergética – Armónica. Y presentan las posibilidades óptimas para solucionar los problemas globales del mundo actual con la ayuda de metodología de esta tríada que tiene su carácter sistemático precisamente en la armónica.
En sus polémicas, Rahid Ulusel apoya la posición de que la globalización no significa unipolarización (reducción de la posibilidad del desarrollo de unos estados y civilizaciones del mundo por causa del dominio de otro estado). Postula que los triunfadores y los vencidos se encuentran condenados al mismo peligro y dentro del mismo régimen conflictivo. La construcción amorfa del mundo puede someter el mundo a la crisis, casualidades, infinitas faltas de sistema, en contra la lógica del desarrollo de la civilización global. Esa lógica exige un modelo no de pirámide, sino de globalización integral.

## Publicaciones
| Año  | Título | Notas                                                                |
| ---- | --- | -------------------------------------------------------------------- |
| 1985 | La lírica moderna de la filosofía de Azerbaiyán                                                              |                                                                      |
| 2002 | Conciencia nacional y geo-estrategia en la época de globalización                                            |                                                                      |
| 2003 | La Cooperación entre Turquía y Azerbaiyán en la época de Globalización, y lo que Rusia opina acerca de esto. | En la revista de Futurología                                         |
| 2003 | La Vía de Seda de las culturas: Azerbaiyán en el mundo.                                                      |                                                                      |
| 2003 | Cultura y Tecno-civilización                                                                                 | En la enciclopedia Nacional de Azerbaiyán.                           |
| 2005 | Globalización y filosofía de armonía                                                                         |                                                                      |
| 2006 | Problemas de la filosofía del Este                                                                           |                                                                      |
| 2005 | Globalización y la Civilización turca                                                                        |                                                                      |
| 2006 | Civilizaciología como un nuevo campo científico                                                              |                                                                      |
| 2008 | Universo – Jaula, Jaula es Universo                                                                          |                                                                      |
| 2008 | Replanteamiento del paradigma del desarrollo mundial hacia la civilización global.                           |                                                                      |
| 2009 | Los turcos en la evolución de la civilización en Eurasia                                                     | En Problems of Art and Culture (periódico científico internacional). |
| 2009 | Ensayística                                                                                                  |                                                                      |
| 2009 | La crítica moderna de Azerbaiyán.                                                                            |                                                                      |
| 2009 | Los ritmos de la vida y el pensamiento                                                                       |                                                                      |
| 2010 | Maestro Rasul Rza, Filosofía y pensamiento: caso único de la literatura clásica de Azerbaiyán y del mundo.   |                                                                      |
| 2010 | Las relaciones internacionales de Azerbaiyán: de política a cultura                                          |                                                                      |
| 2011 | Homouniversalismo como idea integral del mundo multicivilizacional                                           |                                                                      |
| 2012 | Globalización y sus problemas filosófico-estéticos de la literatura moderna                                  |                                                                      |

## Traducciones
- Obras clásicas (F. Laroshfuco, B. Pascal, I. V. Hete, R.W. Emerson, O. Roden, P. Tagor, Ch. Chibran, Ch. Merich y A. Platonov) . Bacú: Europa, 2008 (en azerbaiyano).
- Nosotros y el Mundo (obras clásicas del mundo) .Bacú: Sabah ,2009 (en azerbaiyano).
- Yuri Borev. Estética. Bacú: 2010, (en azerbaiyano).